# Santa Marta de Magasca
Santa Marta de Magasca – gmina w Hiszpanii, w prowincji Cáceres, w Estramadurze, o powierzchni 39,68 km². W 2011 roku gmina liczyła 306 mieszkańców.